# ミッシェル・テツ
ミッシェル・テツ（Michel Tetu, 1941年8月6日 - ）は、フランス・シャトールー出身のエンジニア、レーシングカー・デザイナー。主にフランス系のフォーミュラ1チームに長く在籍しテクニカル・ディレクターやチーフ・エンジニアを務めた。

## 経歴
テツは幼少期からレーシングドライバーに憧れていた。しかし車への情熱を実践するのはハンドルを握る側ではなく、スケートボードを設計するなど物を製作する側へと興味が移って行った。

### SERA-CD時代
l'ESTACA（Ecole Superieure des Techniques Aeronautiques et de Construction Automobile ＝航空技術・建設自動車学校）で大学院まで学び、1963年にシャルル・ドイチュ率いるSERA-CDという小さなスポーツカー・メーカーにエンジニアとして入る。ここは様々な車を研究・製造しレーシングカーの研究組織であり、多くの経験をもつエンジニア、ロベール・シューレが在籍していた。CDではル・マン24時間レース参戦用の車をデザインした。

### リジェ時代（第1期）
CDには5年在籍したが、テツは友人のジョー・シュレッサーと共に1969年、自動車製造プロジェクトを立ち上げたばかりのリジェに移籍することを決めた。実質的なチーム創設メンバーの一人となったが、シュレッサーはその前に1968年フランスグランプリにスポット参戦した際の事故で他界してしまった。オーナーのギ・リジェとは出身地も近かった。リジェはまだとても小さいチームだったが、イギリス人エンジニアのドン・フォスターなど情熱がある者が集まっていた。テツは研究、図面設計、計算、風洞、各パーツサプライヤーとの交渉などすべての管理者となり、F2やスポーツカーレースに参戦するためのJS1を設計し、F2用の小型4気筒フォード・FVAエンジンを搭載。1969年10月のパリ・モーターショーで発表された。JS1から派生したGTカーである「JS2」、ル・マン24時間レース参戦を念頭に製作された2人乗り仕様車のJS3を責任者として次々と製作した。

### アルファロメオ時代
1972年半ばにアルファロメオに移籍、ミラノへと移り、アルファロメオのレース部門「アウトデルタ」に加わった。アルファロメオ・Tipo33プロジェクトを担当し、1975年のスポーツカー選手権でアルファロメオはデレック・ベル、アンリ・ペスカローロ、アルトゥーロ・メルツァリオ、ジャック・ラフィットによってワールドタイトルを勝ちとった。しかしアルファロメオは同年を最後に大々的なレース参加の休止を決めていた。継続されたグループ2カテゴリーでの活動でテツはジャン＝クロード・オードルエと一緒にアルファでの仕事を続けた。

### ルノー時代
1976年にルノーのジェラール・ラルースからオファーを受け、フランスに戻りルノー・ラリー・プログラムの一員となった。アルピーヌ・A310V6を開発し、1977年にギ・フレクラン（のちのシトロエン・レーシング監督）によってフランスチャンピオンを獲得、ジャン・ラニョッティによってフランス・ラリークロスのチャンピオンを獲得する。1978年用のルノー 5・アルピーヌ・グループ2の開発も担当した。同年はラリー車だけでなくプロトタイプ部門の車にも関わり、耐久選手権やル・マン24時間レースに参戦するマシンを長時間研究した。この作品ではディディエ・ピローニとジャン＝ピエール・ジョッソーが勝利を勝ちとった。

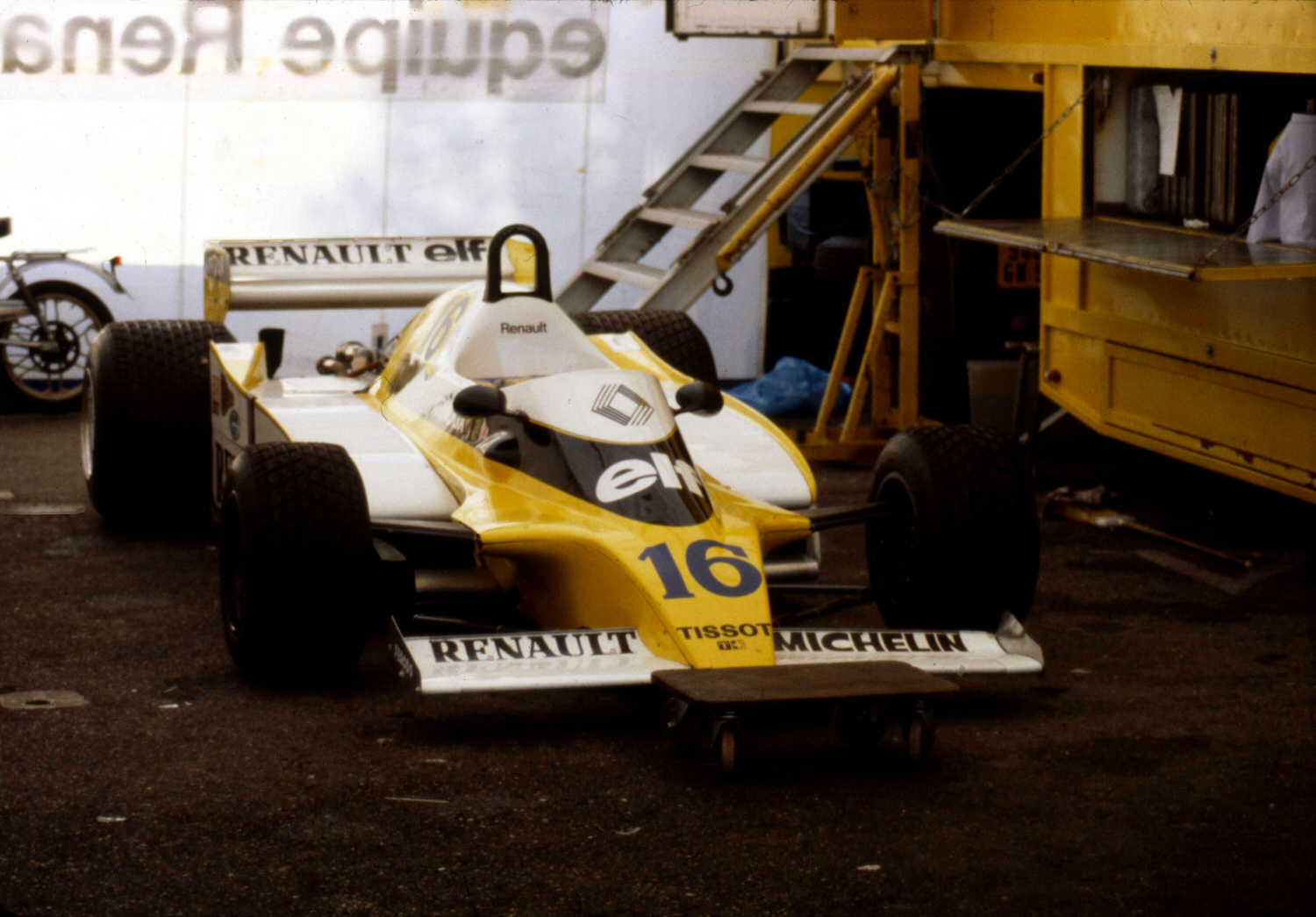
ルノー・RS10 (1979年)

同じころ、ルノーはF1に出場するための新しいターボ・エンジンの計画を秘密で始めていた。このプロジェクトで最初に集められたのは15人ほどで、テツはその中の一人だったが、彼がこのF1計画に本格的に携わったのは1979年シーズンからで、テツはルノー・スポールのチーフ・デザイナーに起用された。1979年用にルノー・RS10をデザインし、ジャン＝ピエール・ジャブイーユとルノー・ターボにF1初優勝をもたらした。1981年のRE20、1982年のRE30ではルネ・アルヌーとアラン・プロストが勝利を重ね成功作となった。テツは1984年のルノー・RE50までマシンを開発した。しかし、ルノー内部ではプロストが1983年にあと一歩でチャンピオンを逃して以後、政策の問題が生じていた。フランスのルノー本社上層部が「資金提供が膨大なのに市販車の技術開発への寄与が少なく、見合っていない。F1で年間王座を微差で逃し続けるのは悪い宣伝にもなる」と予算削減を持ち出し、グランプリの現場にいるラルースやテツと意見が対立。F1の活動について消極的になりつつあった本社との間で参戦を継続する意義について激論もあり、1984年のレース結果でもパトリック・タンベイを起用するも勝利を挙げることはできず「非常にフラストレーションの多いシーズン」を過ごしていた。

### リジェ時代（第2期）

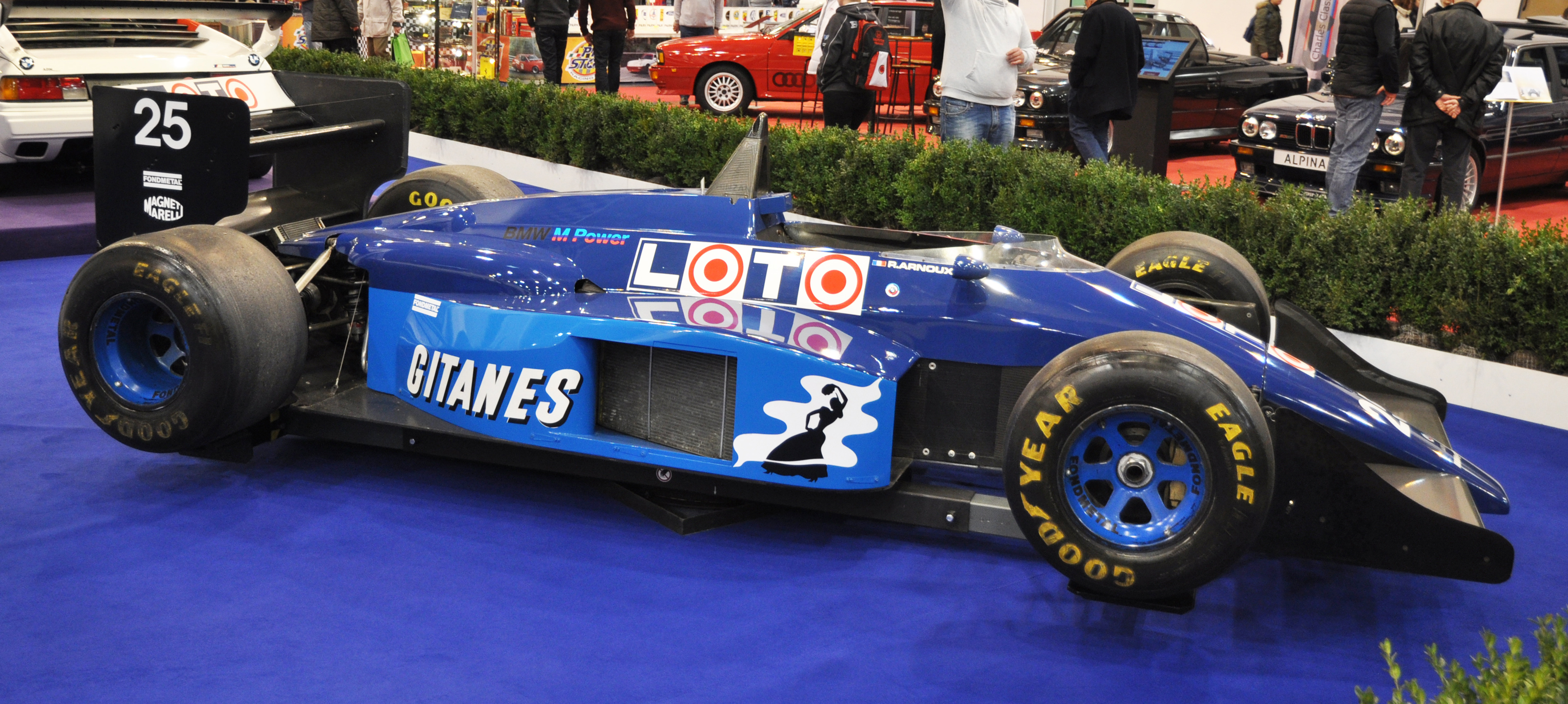
リジェ・JS29 (1987年)

1984年末、ルノーF1のマネージャーであるジェラール・ラルースがリジェへの移籍を決め、ラルースに信頼を置いていたテツは彼と共に行動することを選びリジェへ復帰。テツはまず、リジェに到着した時に使われていたJS23に大きな進化を加えたJS25の設計・開発を始めた。1986年用のJS27ではテツ曰く「ルノーターボを実装するために夜も週末も懸命に働いた結果」、ラフィットとフィリップ・ストレイフが表彰台を獲得しコンストラクターズ5位を獲得した。テツがデザインした1987年のJS29ではそれ以後のF1スタンダードとなるようなフロントダンパー配置を導入し、翌年のJS31ではガソリンタンクを2分割し搭載、F1初のパワーステアリング導入など、革新的なアイディアを盛り込んだ。JS31でのガソリンタンク分割でのテツの狙いは、「予選用タイヤを適切に使用するために重量配分のコンセプトを重視し、なおかつ車高をできる限り低くする」ことだったが、決勝ではガソリン搭載量の変化に対してマシンバランスの変動が大きすぎ、コーナリング性能が低い失敗作となったことでギ・リジェが「こんなクソ車つくりやがって」と公に酷評するなど関係が悪化した。1988年シーズン中にリジェから放出されてしまったテツには、リジェと敵対関係にあったフランスのラルースからすぐに誘いが来たが、リジェは放出直後にラルースへと加入することを元々の契約期間を盾にとって許さず、裁判となってしまった。

### ラルース時代
1989年末になり、ようやくラルースへと合流。オーナーのジェラール・ラルースとはルノー時代の盟友でもあった。テツは旧知の仲であるジェラール・ドゥカルージュと共に新興チームのテクニカル部門を統括。1990年に加入した鈴木亜久里とも良い関係を築き、同年の日本GPではチーム・ドライバー・エンジンと3者にとって初となる表彰台を獲得した。1992年にはヴェンチュリ・ラルースから片山右京がF1デビューすることになったが、テツは片山の乗る30号車のチーフエンジニアとなり、F1ルーキーの良き先生となった。ラルースF1チームは1995年に倒産したが、スポーツカー事業を軸に存続を目指すことになり、テツはチームに残った。その後、リジェブランドで設計・販売が企画されたレーシングカートに携わった。

## ドライバーへの評価
- ジャン＝ピエール・ジャブイーユについて、「パイロットとして有能だったが、エンジニアリング面での影響力もあった。シャシーの開発が出来る知識とアイデアをもっていた。テレメトリーが無い時代に、彼の的確なフィードバックのおかげでターボラグの制御装置の開発が出来たし、テクノロジーの発展に貢献した人物と言ってよい。人間的には少し秘密主義の人で、ジェラール・ラルースと非常に親しかった。その反面、あとから来たルネ・アルヌーに対してはあまり優しくなかった。」[8]
- ルネ・アルヌーについて「アルヌーは非常に柔軟な考え方を持っている。レースになるとかなり性格的に攻撃的になり、作業するメカニックに対しても厳しかった。その点ではジャブイーユの方が常に冷静でクールだった。アルヌーの特徴はブレーキで、彼のブレーキパッドは特別に厚いものを使っていたので、専用のブレーキキャリパーも必要だった。信じられないほど彼のブレーキバッドの減りは激しかった。これはターボ車が圧縮比が非常に低いのでエンジンブレーキが無く、全て脚のブレーキでコントロールする必要があったのと、まだカーボンブレーキが無かったのも大きい。ルネの作業量は大変なものだったと思う。」「アルヌーは自分がグランプリの現場で厳しく接するのを分かっているから、通常の日になると彼は親切にもファクトリーに定期的に顔を出してみんなと喋っていくんだ。グランプリの現場には来ないような技術者や労働者みんなとも一緒に長い時間過ごし、いろいろな話をしていく。いい男だよ。」
- パトリック・タンベイについて「彼はとても穏やかな人物で、問題が起きてもけして激高したりしない。とてもクールで感情のコントロールが出来る男だった。すこし内向的なところもあり、彼がフェラーリから連れてきたカルレッティというメカニックがいたんだが、彼としか本音を話していなかったように思う。でも監督のジェラール（ラルース）とは何でも話せる友情を築いていたので問題は無かった。パトリックはジェントルマンで、その分析は全て思慮深く、整理されている。ルノーにやってきて、チームに溶け込むために彼はムーラン・ルージュに私たちルノー・チームの全員を招待したんだ。ドライバーがチームメンバーに対してこれほどの努力をするのは初めて見たので、とても驚いたよ。」と述べている。
- エリック・ベルナールを、「車のメカニカル面に詳しく、忍耐強くて、気分に左右されない安定感がある」と高く評した。性格面では、「礼儀正しく品があって、育ちの良さを感じさせた。困難な時でもいつも前向きだから、1991年のラルースで資金的に苦しく、リタイヤが続いていたチーム事情の中でスタッフの士気を維持するのにどれほど役立ってくれたか。」と述べている。その一方で、「アグレッシブなレースをするが、根が優しくて物静かな男だったため、エンジニアに厳しく接することができない一面があった。」とも指摘している[9]。